# Артамонов, Иван Ильич (Герой Советского Союза)
Ива́н Ильи́ч Артамо́нов (6 [19] ноября 1914 года — 16 мая 1985 года) — участник Великой Отечественной войны, командир 436-го отдельного истребительно-противотанкового дивизиона 399-й стрелковой дивизии 48-й армии 1-го Белорусского фронта, майор, Герой Советского Союза (1944).

## Биография
Родился 6 (19) ноября 1914 год в деревне Степанов-наволок ныне в составе деревни Коткозеро Олонецкого района Карелии в семье крестьянина. Карел. После окончания начальной школы работал на лесозаводе. Учился в школе фабрично-заводского ученичества.
Призван в Красную Армию в 1936 году. Участвовал в боях на реке Халхин-Гол в 1939 году. Окончил курсы младших лейтенантов. В 1941 году принят в члены ВКП(б).
Участник Великой Отечественной войны с августа 1942 года. Сражался на Сталинградском, Брянском, Центральном и 1-м Белорусском фронтах.
Под командованием майора Ивана Артамонова 436-й отдельный истребительно-противотанковый дивизион (399-я стрелковая дивизия, 48-я армия, 1-й Белорусский фронт) отличился в боях 3 сентября 1944 года во время прорыва обороны противника и форсирования реки Нарев, а затем и удержания на западном берегу реки Нарев.
На пути к реке Нарев артгруппа танкового десанта, руководимая Артамоновым, действуя в тяжелых условиях, при наличии противника на флангах и в тылу, отбила ряд крупных контратак пехоты и танков противника. В районе деревень Гуры, Шляхецки и Пшедевит уничтожено дивизионом три танка, девять пулеметов, батарея 75-мм пушек, тридцать семь подвод, три мотоциклиста и до двух рот пехоты.
Пройдя с боем за сутки более двадцати километров, первым к утру 4 сентября 1944 года вышел на берег реки Нарев, когда противник переправлял свою технику и обозы на западный берег. С хода развернув дивизион, Иван Артамонов начал расстреливать переправившегося противника, в результате чего, не успев переправить остатки своих войск, противник взорвал переправу, а оставшаяся группа на восточном берегу была уничтожена дивизионом совместно с пехотой авангарда.
В результате осуществленного удара дивизион уничтожил на берегу реки шесть пулемётов, бронетранспортёр, три автомашины и более десяти повозок противника. Ведя беспрерывный огонь прямой наводкой, уничтожил и подавил огневые средства на западном берегу реки Нарев, чем обеспечил переправу пехоты почти без потерь. Вместе с авангардной группой пехоты Артамонов обеспечил переправу дивизиона на западный берег, отбил четыре контратаки пехоты противника численностью до двух батальонов, поддержанных танками, уничтожив при этом три танка, самоходное орудие, восемь пулемётов и до трёх взводов пехоты противника.
Рассеяв остатки контратакующей группы противника, продвинулся вперёд на шесть километров и удержал вместе с авангардом пехоты захваченный плацдарм до подхода основных сил.
Указом Президиума Верховного Совета СССР от 18 ноября 1944 года за образцовое выполнение боевых заданий командования и проявленные при этом мужество и героизм, майору Ивану Ильичу Артамонову присвоено звание Героя Советского Союза с вручением ордена Ленина и медали «Золотая Звезда» (№ 4728).
После войны продолжал службу в рядах Советской Армии, в августе 1945 года назначен на должность заместителя командира артиллерийского полка на 2-й Дальневосточный фронт. В 1948 году окончил Высшую артиллерийскую школу. С 1955 года подполковник И. И. Артамонов — в отставке. Жил в Петрозаводске. Скончался 16 мая 1985 года.

## Награды
- Медаль «Золотая Звезда» Героя Советского Союза (№ 4728) (18.11.1944)[4]
- Орден Ленина (18.11.1944)[4]
- Орден Красного Знамени (09.07.1944)[4]
- Орден Красного Знамени (05.11.1954)[4]
- Орден Александра Невского (26.02.1944)[4]
- Орден Отечественной войны I степени (06.04.1985)[5]
- Орден Отечественной войны II степени (15.09.1943)[4]
- Орден Красной Звезды (19.11.1951)[4]
- Медаль За отвагу (07.09.1942)[4]
- Медаль За боевые заслуги (29.08.1939)[4]
- Медаль За боевые заслуги (05.11.1946)[4]
- Медаль За оборону Сталинграда (22.12.1942)[4]
- Медаль За победу над Германией в Великой Отечественной войне 1941—1945 гг. (09.05.1945)[4]
- Медаль За взятие Кенигсберга (09.06.1945)[4]
- Медаль За победу над Японией (30.09.1945)[4]

## Семья
Супруга — Мария Алексеевна Артамонова.

## Память
- Похоронен на Сулажгорском кладбище Петрозаводска.
- Имя Героя присвоено средней школе посёлка Тукса Олонецкого района Карелии.
- Портрет И. И. Артамонова, как и всех 28-и Героев Советского Союза, — сынов и дочерей Карелии, установлен Галерее Героев Советского Союза, открытой в 1977 году в столице Карелии городе Петрозаводске в районе улиц Антикайнена и Красной.